# Steindachneridion
Steindachneridion is een geslacht van straalvinnige vissen uit de familie van de antennemeervallen (Pimelodidae).

## Soorten
- Steindachneridion amblyurum (Eigenmann & Eigenmann, 1888)
- Steindachneridion doceanum (Eigenmann & Eigenmann, 1889)
- Steindachneridion melanodermatum Garavello, 2005
- Steindachneridion parahybae (Steindachner, 1877)
- Steindachneridion punctatum (Miranda Ribeiro, 1918)
- Steindachneridion scriptum (Miranda Ribeiro, 1918)